# Porspoder
Porspoder är en kommun i departementet Finistère i regionen Bretagne i västra Frankrike. Kommunen ligger i kantonen Ploudalmézeau som tillhör arrondissementet Brest. År 2022 hade Porspoder 1 761 invånare.

## Befolkningsutveckling
Antalet invånare i kommunen Porspoder
Referens:INSEE